# 1971년 뉴욕 영화 비평가 협회상
제37회 뉴욕 영화 비평가 협회상은 1971년 영화를 대상으로 하는 시상식이다.

## 수상 및 후보

### 작품상
- 시계태엽 오렌지

### 감독상
- 시계태엽 오렌지 - 스탠리 큐브릭 수상

### 각본상
- 마지막 영화관 - 피터 보그다노비치 수상
- 마지막 영화관 - 오성준 수상
- 사랑의 여로 - 페넬로프 길리엇 수상

### 여우주연상
- 콜걸 - 제인 폰다 수상

### 남우주연상
- 프렌치 커넥션 - 진 핵크만 수상

### 여우조연상
- 마지막 영화관 - 엘렌 버스틴 수상

### 남우조연상
- 마지막 영화관 - 벤 존슨 수상